# エーバーハルト3世 (ヴュルテンベルク公)

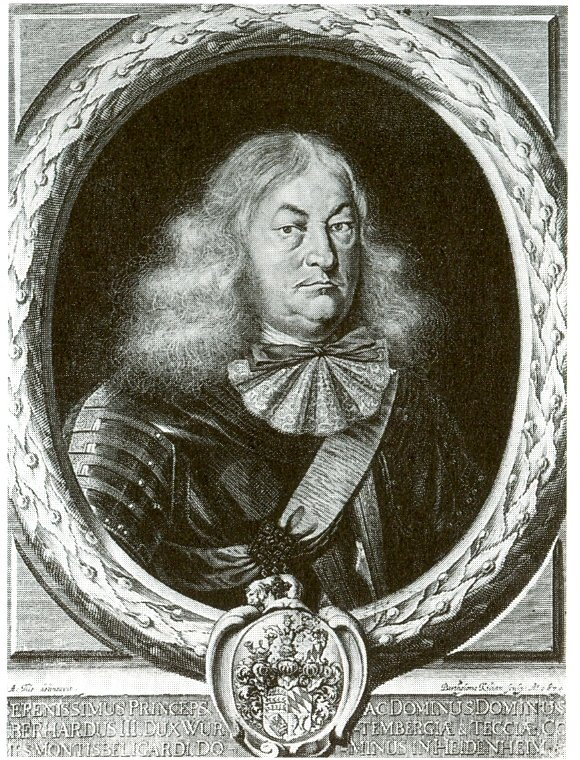
ヴュルテンベルク公エーバーハルト3世

エーバーハルト3世（Eberhard III., 1614年12月16日 - 1674年7月2日）は、ヴュルテンベルク公（在位：1628年 - 1674年）。ヴュルテンベルク公ヨハン・フリードリヒとその妻でブランデンブルク選帝侯ヨアヒム・フリードリヒの娘であるバルバラ・ゾフィアの間の次男として生まれた。

## 生涯
三十年戦争中の1628年に父が急死したためわずか13歳で公爵位を継いだ。当初は一番年上の叔父のメンペルガルト公ルートヴィヒ・フリードリヒが、その死後はもう一人の叔父のヴァイルティンゲン公ユリウス・フリードリヒが後見人を務めた。
ヴュルテンベルクは1629年に公国の領域の3分の1を喪失した。1633年、エーバーハルト3世は叔父のユリウス・フリードリヒによる後見を廃し、完全な親政を行うことを宣言した。1634年9月6日のネルトリンゲンの戦いでヴュルテンベルク軍が悲惨な敗北を喫すると、ヴュルテンベルク公国は敵のカトリック軍により激しい掠奪の対象になった。
ストラスブールに逃亡したエーバーハルト3世は1637年に同地で最初の結婚をし、神聖ローマ皇帝フェルディナント3世との長期にわたる休戦交渉が実って1638年には公国に帰還することができた。彼が帰国すると、既に公国の多くの地域が神聖ローマ皇帝の与党の諸勢力に引き渡され、その地域ではカトリック改革が敷かれていた。
ヴュルテンベルク公国は長い交渉の結果、1648年のヴェストファーレン条約で全領土がエーバーハルト3世の下に復帰したが、戦争中に土地が痩せ衰え、民は飢餓に苦しみ、腺ペストが流行し、人口は1618年には35万人いたのが、1648年にはわずか12万人に激減していた。
1649年、エーバーハルト3世はすぐ下の弟フリードリヒとの間で分割相続に関する協定を結び、フリードリヒはヴュルテンベルク＝ノイエンシュタット公領を与えられてヴュルテンベルク家の新たな分家を創始した。1651年にもう一人の弟ウルリヒとの間にも同様の協定を結び、ウルリヒには相続分としてノイエンビュルク城があてがわれた。
1674年、59歳で死去。息子のヴィルヘルム・ルートヴィヒが後を継いだ。

## 子女
1637年2月26日、ザルム＝キルブルク伯家出身のアンナ・カタリーナ（1614年 - 1655年）と最初の結婚をし、間に14人の子女をもうけた。アンナ・カタリーナとは1655年に死別した。
- ヨハン（1637年 - 1659年）
- ルートヴィヒ（1638年 - 1639年）
- クリスティアン（1639年 - 1640年）
- エーバーハルト（1640年 - 1641年）
- ゾフィー・ルイーゼ（1642年 - 1702年） - 1671年、ブランデンブルク＝バイロイト辺境伯クリスティアン・エルンストと結婚
- ドロテア（1643年 - 1650年）
- クリスティーネ・フリーデリケ（1644年 - 1674年） - 1665年、エッティンゲン＝エッティンゲン伯アルブレヒト・エルンスト1世と結婚。クリスティーネ・ルイーゼの母、マリア・テレジアの曾祖母。
- クリスティーネ・シャルロッテ（1645年 - 1699年） - 1662年、オストフリースラント侯ゲオルク・クリスティアンと結婚
- ヴィルヘルム・ルートヴィヒ（1647年 - 1677年） - ヴュルテンベルク公
- アンナ（1648年 - 1691年）
- カール（1650年）
- エーバーハルディーネ（1651年 - 1683年） - 1682年、エッティンゲン＝エッティンゲン伯アルブレヒト・エルンスト1世（姉クリスティーネの寡夫）と結婚
- フリードリヒ・カール（1652年 - 1697年） - ヴュルテンベルク＝ヴィンネンタール公
- カール（1654年 - 1689年）

1656年7月20日、エッティンゲン伯家出身のマリア・ドロテア・ゾフィアと再婚し、間に9人の子女をもうけた。
- ゲオルク・フリードリヒ（1657年 - 1685年）
- アルブレヒト・クリスティアン（1660年 - 1663年）
- ルートヴィヒ（1661年 - 1698年）
- ヨアヒム・エルンスト（1662年 - 1663年）
- フィリップ・ジギスムント（1663年 - 1669年）
- カール・フェルディナント（1667年 - 1668年）
- ヨハン・フリードリヒ（1669年 - 1693年）
- ゾフィー・シャルロッテ（1671年 - 1717年） - 1688年、ザクセン＝アイゼナハ公ヨハン・ゲオルク2世と結婚
- エーバーハルト（1672年）
- エマヌエル・エーバーハルト（1674年 - 1675年）

| 爵位・家督                | 爵位・家督                         | 爵位・家督                      |
| ------------------------- | ---------------------------------- | ------------------------------- |
| 先代 ヨハン・フリードリヒ | ヴュルテンベルク公 1628年 - 1674年 | 次代 ヴィルヘルム・ルートヴィヒ |